# Panjiang (sockenhuvudort i Kina, Yunnan Sheng, lat 24,02, long 103,12)
Panjiang (kinesiska: 盘江) är en sockenhuvudort i Kina. Den ligger i provinsen Yunnan, i den sydvästra delen av landet, omkring 120 kilometer söder om provinshuvudstaden Kunming. Antalet invånare är 10 457. Befolkningen består av 5 069 kvinnor och 5 388 män. Barn under 15 år utgör 21,0 %, vuxna 15-64 år 68 %, och äldre över 65 år 9,0 %.
Runt Panjiang är det ganska tätbefolkat, med 160 invånare per kvadratkilometer. Närmaste större samhälle är Sijia, 17,7 km norr om Panjiang. I omgivningarna runt Panjiang växer huvudsakligen savannskog.
Genomsnittlig årsnederbörd är 1 031 millimeter. Den regnigaste månaden är juli, med i genomsnitt 202 mm nederbörd, och den torraste är februari, med 19 mm nederbörd.